# Легат Ивана Бекјарева
Легат Ивана Бекјарева је збирка материјалних и културних добара коју је 2019. године српски и југословенски глумац Иван Бекјарев формирао у Удружењу за културу, уметност и међународну сарадњу „Адлигат” у Београду, а састоји се од глумчевих награда, повеља и захвалница, десетине изузетно ретких позоришних плаката, више од 130 књига са посветама из његове личне библиотеке, као и архивске грађе и обимне документације од великог значаја за проучавање историје српског позоришта, али и садашњице.

## О животу и каријери Ивана Бекјарева
Иван је рођен 6. априла 1946. године у Београду. Након основне школе, завршио је Шесту београдску гимназију, а затим и Факултет драмских уметности. 
Прву улогу на филму одиграо је 1967. године, у филму „Боксери иду у рај“, где је главну улогу тумачио Мија Алексић. Снимио је преко 50 филмова у бившој СФРЈ, Србији, Данској, Италији и другим државама, а због свог доприноса изабран је за члана Академије за филмску уметност и науку (АФУН). Више од 150 улога одиграо је и у позоришту, од чега око 60 у Југословенском драмском позоришту, где је 33 године био члан и дугогодишњи првак. Осим тога, био је веома успешан радио и ТВ водитељ и имао већи број својих шоу програма на разним телевизијама. Такође, играо је и певао главне улоге у многим кабареима и мјузиклима, оперетама и друго.
Од оснивања је редовни професор глуме на Академији уметности у Београду, а глуму и јавни наступ, предавао је на још неколико факултета и академија. Тренутно има своју школу глуме и јавног наступа, а глумом и режијом се и даље активно бави. Највише података о уметничком раду Ивана Бекјарева може се наћи у монографији „Иван Бекјарев” коју је 2004. године издао Савез драмских уметника Србије.
Добитник је многих значајних награда за глуму, као што су Октобарска награда града Београда („за највредније достигнуће у области Позориште у години 1994”), Златни ћуран за животно дело, Награда „Бранислав Нушић” за животно дело и бројне друге, од којих се већина данас налази у његовом легату.

## О легату
Легат Ивана Бекјарева формиран је 2019. године у Удружењу за културу, уметност и међународну сарадњу „Адлигат” у Београду. Позив да свој легат поклони Удружењу, упућен путем новинарке Стеванке Чешљаров, Иван је прихватио радо и, према његовим речима, доживео као велику част. Поклонио је Удружењу бројне награде, повеље и захвалнице које су му додељене током плодне каријере, део личне библиотеке са више од 130 књига са посветама, где су, између осталог, и посвете књижевника Пере Зупца, Моме Димића, Виде Огњеновић, Драгослава Михаиловића, сликара Милоша Шобајића, глумица Марије Црнобори и Мире Ступице, војводе Радомира Путника и других. Осим тога, његов легат чини и значајна архивска грађа, десетине изузетно ретких позоришних плаката и обимна документација. Архивска грађа обухвата и вишедеценијску преписку Ивана Бекјарева са својим студентима, од којих су многи данас значајни глумци. Ова писма, међутим, неће бити доступна јавности за живота поклонодавца, будући да су многи од аутора писама живи, те би Бекјарев желео да поштује њихову приватност.
Бекјарев је Удружењу поклонио и оригиналне костиме и реквизите са представа, те су у легату и два костима из представе „Аутсајдери“ или „Београд на коленима“, Егона Савина (режија) и Мирослава Момчиловића (текст), која је извођена широм Србије и света, а костиме су носили током представе Иван Бекјарев и Предраг Ејдус.  

## Фото-галерија
- Поставка легата Бекјарева
- Посвете, награде и друго
- Награда „Зоранов брк”, део поставке
- Ивану Бекјареву за постигнути успех у испитној представи, 1969.
- Октобарска награда за највредније достигнуће у области Позориште у години 1994.
- Посвета Марије Црнобори Ивану Бекјареву на књизи „Зборник", 1996.
- Награда Златни беочуг додељена Бекјареву, 2005.
- Посвета Пере Зупца Ивану Бекјареву на књизи „Мостарске кише”, 2008.
- Статуета Златни ћуран Ивану Бекјареву за животно дело, 2016.
- Повеља Краљевачког позоришта